# Bodum

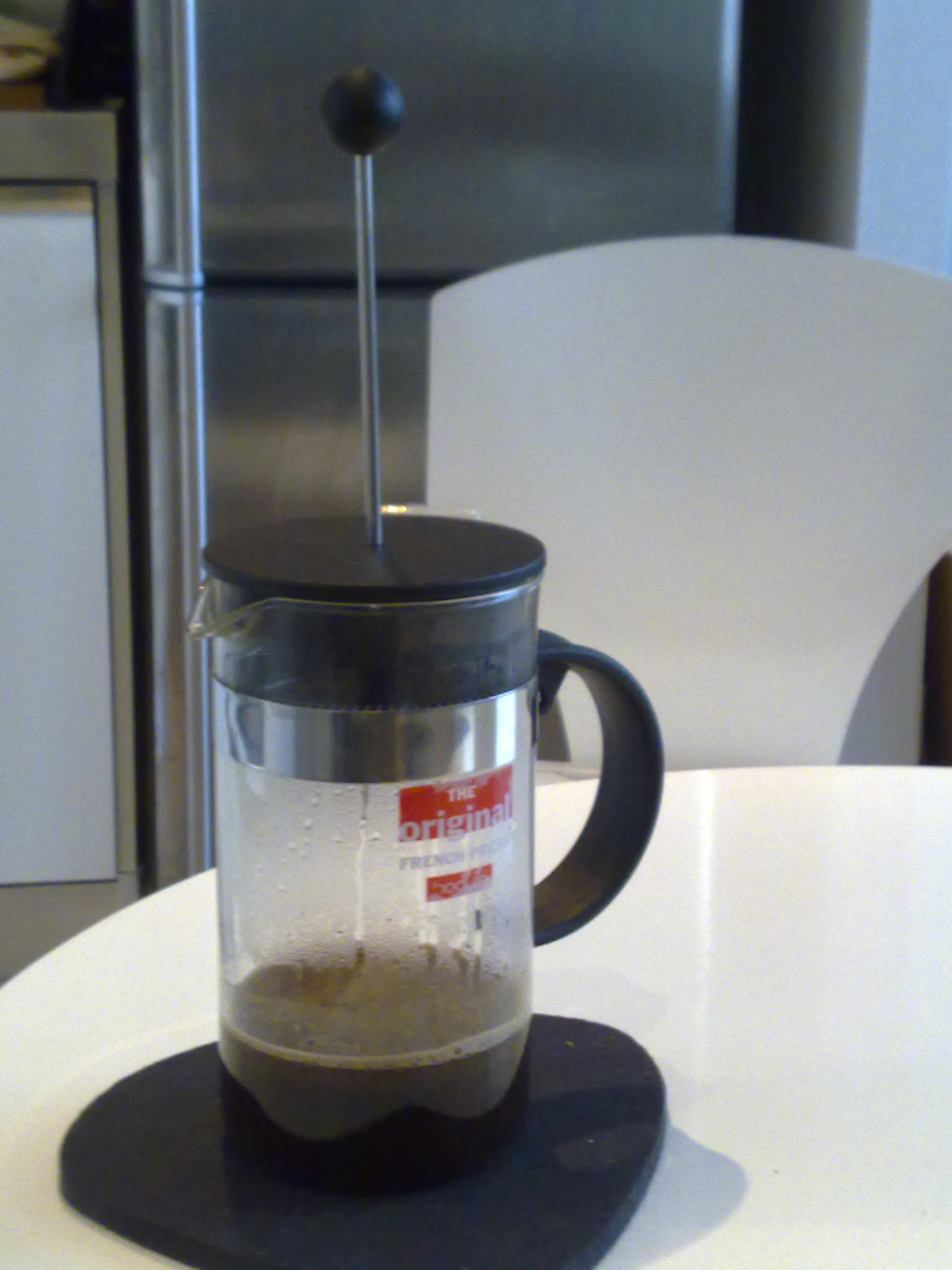
Een cafetière van Bodum.

Bodum Inc. (BODUM) is een van oorsprong Deens bedrijf dat tafel- en keukengerei produceert en verkoopt. Het bedrijf werd in 1944 in Kopenhagen gestart door Peter Bodum. Zijn zoon en nieuwe CEO Jørgen Bodum, verplaatste het bedrijf in 1978 naar Zwitserland, waar het is gevestigd in de plaats Triengen.
Bekende producten die Bodum fabriceert zijn de cafetière (French Press), vacuüm koffiezetters (Santos), drinkglazen van dubbel-Boriumsilicaatglas.